# Washington Black
Washington Black est le troisième roman de l'auteure canadienne Esi Edugyan. Le roman a été publié en 2018 par HarperCollins au Canada et par Knopf Publishers à l'international et en poche en France en 2020,. L'histoire suit la jeunesse de George Washington « Wash » Black, racontant son évasion de l'esclavage et ses aventures ultérieures. Le roman a remporté le prix Scotiabank Giller 2018  et a été présélectionné pour le prix Booker et le prix de fiction Rogers Writers' Trust (en).

## Résumé
George Washington « Wash » Black est né en esclavage à la Barbade. Il est élevé par Big Kit, une autre esclave. Lorsque Wash est âgé de onze ans, le propriétaire de la plantation décède et la plantation est remise à son neveu, le très cruel Erasmus Wilde. La vie de Wash continue comme avant, jusqu'à ce que lui et Big Kit soient appelés à servir dans la grande maison. Là, il rencontre le jeune frère de Wilde, Christopher « Titch » Wilde, un scientifique, qui enrôle Wash comme domestique. Titch apprend à Wash à lire et à cuisiner et, après avoir remarqué qu'il est un artiste prodigieux, lui permet de se concentrer sur le dessin. Titch et Erasmus sont ensuite rejoints par leur cousin Philip. Philip révèle finalement à Erasmus et Titch que leur père est décédé, ce qui a conduit Erasmus à élaborer un plan pour rentrer chez lui pendant quelques années, laissant Titch aux commandes. Il refuse en outre de vendre Wash à Titch, ayant pris conscience à la fois de leur proximité et des talents artistiques de Wash. Alors que des arrangements sont encore en cours, Philip se suicide devant Wash. Lorsque Wash informe Titch de la mort de son cousin, il comprend qu'Erasmus assassinera Wash en représailles à la mort de Philip. Pour sauver Wash les deux s'échappent. En raison d'une tempête soudaine, Titch leur ordonne de s'écraser sur un navire marchand et de sauter sur le navire. Là, ils rencontrent le capitaine Bendikt Kinast et son frère, le médecin de bord Theo Kinast. Bien que les frères supposent que Wash est un esclave en fuite, ils décident néanmoins d'emmener le couple en Virginie.
En Virginie, Titch apprend que son frère a engagé un chasseur de primes pour capturer Wash, un M. Willard. Là-bas, ils rencontrent également un correspondant de Titch nommé Edward Farrow, qui est un abolitionniste. Pendant son séjour à Farrow's, Titch apprend également que son père est peut-être encore en vie, ce qui l'incite à décider d'aller dans l'Arctique pour le voir. Farrow et Titch offrent à Wash la possibilité de s'échapper dans le Haut-Canada où d'anciens esclaves peuvent vivre en liberté, mais Wash refuse. Dans l'Arctique, Titch apprend que son père est en fait vivant, mais Wash est surpris que leurs retrouvailles soient si froides, et le père de Titch est indifférent à ses fils et à leurs disputes. Dévasté par son père, Titch décide de quitter l'Arctique et Wash. Bien que Wash essaie de le suivre, il échoue et Titch disparaît pendant une tempête de neige. M. Wilde essaie de le retrouver, mais après plusieurs jours de recherche, il revient les mains vides et meurt d'une fièvre. N'étant plus sous la protection de Wilde, Wash décide de suivre les conseils de Titch et se réinstalle à Shelburne, en Nouvelle-Écosse. De 13 à 16 ans, Wash vit une vie de terreur, craignant que quelqu'un veuille prime la prime sur sa tête. Après avoir aperçu des méduses sur les quais, il se souvient de son intérêt pour l'illustration et se tourne à nouveau vers cette passion.
Il rencontre Tanna, une autre illustratrice en herbe et la fille du célèbre biologiste marin GM Goff. Wash travaille avec Goff et Tanna pour collecter et illustrer des spécimens marins, et a l'idée originale de créer un aquarium. Tanna et Wash finissent par tomber amoureux et ont des relations sexuelles après que Wash a été attaqué par M. Willard. Wash avait repoussé l'attaque de Willard, le poignardant dans l'œil, mais avait lui-même été blessé. Apprenant que Titch est peut-être vivant, Wash suit Tanna et Goff à Londres, où les trois commencent à travailler sur leur aquarium. Wash et Tanna recherchent des informations sur la vie passée de Wash et découvrent que Big Kit est la mère de Wash. Wash assiste à la pendaison publique de Willard pour meurtre à la prison de Newgate. Wash et Tanna finissent par retrouver Titch à Marrakech, au Maroc. Dans les déserts à l'extérieur de Marrakech, Wash trouve Titch vivant seul avec un jeune garçon marocain. Wash confronte Titch à propos de leur temps ensemble et de son abandon de Wash. Une tempête du désert s'abat sur le camp et, n'ayant reçu aucune réponse satisfaisante de Titch, le livre se termine avec Wash commençant à s'éloigner dans le sable tourbillonnant.

## Personnages
- George Washington « Wash » Black, né en esclavage et choisi, à onze ans, pour servir « Titch » et l'aider dans ses recherches scientifiques. Wash devient fasciné par la science et se révèle être un artiste hautement accompli.
- Big Kit, la figure maternelle de Wash, une femme née en Afrique et emmenée comme esclave dans la plantation des Bahamas, qui nourrit le jeune Washington Black.
- Christopher « Titch » Wilde, né dans une vie privilégiée avec des terres dans les Caraïbes, il est le deuxième fils né de la famille Wilde et suit les traces de son père en tant que scientifique célèbre.
- Erasmus Wilde, l'homme qui vient hériter de la plantation Wash, vit après la mort du précédent maître. Érasme est extraordinairement cruel et violent et son arrivée provoque une vague de suicides parmi les esclaves.
- Tanna Goff, une femme métisse, fille d'un scientifique, qui tombe amoureuse de Wash.
- GM Goff, un scientifique respecté qui commence à travailler avec Wash sur un nouveau projet important.

## Développement
L'auteur souhaitait à l'origine écrire un roman sur les procès des demandeurs de Tichborne, mais s'est concentrée sur l'apprentissage du serviteur et ex-esclave Andrew Bogle. Elle a déclaré que la recherche qu'elle a faite pour développer sa compréhension de l'arrière-plan était « une éducation ».

## Adaptation télévisée
En octobre 2021, il a été annoncé que Hulu avait commandé à la production une adaptation sous forme de série télévisée du roman composé de neuf épisodes. Le projet sera produit par 20th Television avec Sterling K. Brown et Selwyn Seyfu comme producteurs exécutifs. Il mettra en vedette Tom Ellis dans le rôle de Christopher « Titch » Wilde,.

## Accueil
Washington Black a reçu des premières critiques positives. Les revues spécialisées Kirkus Reviews, Booklist et Library Journal ont toutes donné au livre des critiques étoilées,,. Le New York Times Book Review a fait l'éloge du roman pour qu'il loue pour le fait de « compliquer le récit historique en se concentrant sur une figure unique et autonome ». Le New Yorker loue à la fois le succès du roman en tant que fiction historique et pour aborder de grands thèmes tels que l'amour et la liberté, écrivant « Cet effort - le pouvoir délicat, indomptable et souvent condamné de l'amour humain - hante Washington Black. Elle brûle dans la mer noire de l'histoire comme la méduse dans la baie de la Nouvelle-Écosse, pas plus qu'un ramassis de feu follets dans l'obscurité, mais une gloire tout de même, même si elle pique. »
Le roman a également été sélectionné pour le Booker Prize 2018, le Rogers Writers' Trust Fiction Prize et la médaille Andrew Carnegie 2019 pour l'excellence en fiction.
Le roman a été sélectionné pour l'édition 2022 de Canada Reads, où il sera défendu par Mark Tewksbury.